# 氟氯溴碘化碳
氟氯溴碘化碳是一种假想的卤代烷，其中含有4个不同的卤素取代基。
这种化合物可以看做甲烷分子中的四个氢原子被不同的卤素原子取代的产物。这种分子并不能与镜像重合，它有一对对映异构体。它是最简单的手性分子之一，经常被引用来作为手性分子的原型。